# Ладижинські Хутори (зупинний пункт)
Лади́жинські Хутори́ — пасажирський залізничний зупинний пункт Шевченківської дирекції Одеської залізниці на неелектрифікованій лінії Христинівка — Вапнярка між станціями Зятківці (10 км) та Губник (4 км). Розташований в однойменному селі Гайсинського району Вінницької області.

## Пасажирське сполучення
На зупинному пункті Ладижинські Хутори зупиняються приміські поїзди сполученням Вапнярка — Умань (з лютого 2020 року маршрут руху продовжено від станції Христинівка до Умані).